# 3902 Yoritomo
3902 Yoritomo eller 1986 AL är en asteroid i huvudbältet som upptäcktes den 14 januari 1986 av de båda japanska astronomerna Shigeru Inoda och Takeshi Urata i Karasuyama. Den är uppkallad efter japanen Minamoto no Yoritomo.
Asteroiden har en diameter på ungefär 28 kilometer och den tillhör asteroidgruppen Ursula.